# Call of Duty: Infinite Warfare
Call of Duty: Infinite Warfare é um jogo eletrônico de tiro em primeira pessoa desenvolvido pela Infinity Ward e distribuído pela Activision. Foi lançado em 4 de novembro de 2016 para as plataformas Microsoft Windows, PlayStation 4 e Xbox One. É o décimo terceiro jogo da franquia Call of Duty.
Este lançamento mantém o tom futurista adotado nos dois jogos anteriores da franquia.
O desenvolvimento de Infinite Warfare começou em 2014. Foi o primeiro jogo da franquia que a empresa Infinity Ward fez em um ciclo de criação de três anos. O foco da campanha single player gira em torno da batalha pelo Sistema Solar, onde a Frente de Defesa de Assentamento (em inglês Settlement Defense Front, ou SDF), uma força hostil, é a principal antagonista, que tentam tomar o controle da situação. O jogador toma o controle do capitão Nick Reyes do grupo de Reconhecimento Especial de Combate Aéreo (em inglês  Special Combat Air Recon, ou SCAR). O jogo também traz mudanças no multiplayer com a introdução do sistema "Combat Rigs" (similar ao modelo adotado em Black Ops III). Também tem um modo Zombies.
A edição especial de Infinite Warfare contém uma versão remasterizada do jogo Call of Duty 4: Modern Warfare, intitulada Modern Warfare Remastered, desenvolvida pela Raven Software.
O anúncio de Infinite Warfare através do seu primeiro trailer recebeu avaliações não muito positivas dos críticos e jornalistas. Já entre os fãs da franquia Call of Duty, a recepção inicial do jogo foi majoritariamente negativa, com seu trailer sendo o segundo vídeo mais mal avaliado do YouTube. Após o lançamento, o jogo foi bem recebido pelos críticos. De acordo com o website Metacritic, teve "analises geralmente favoráveis".

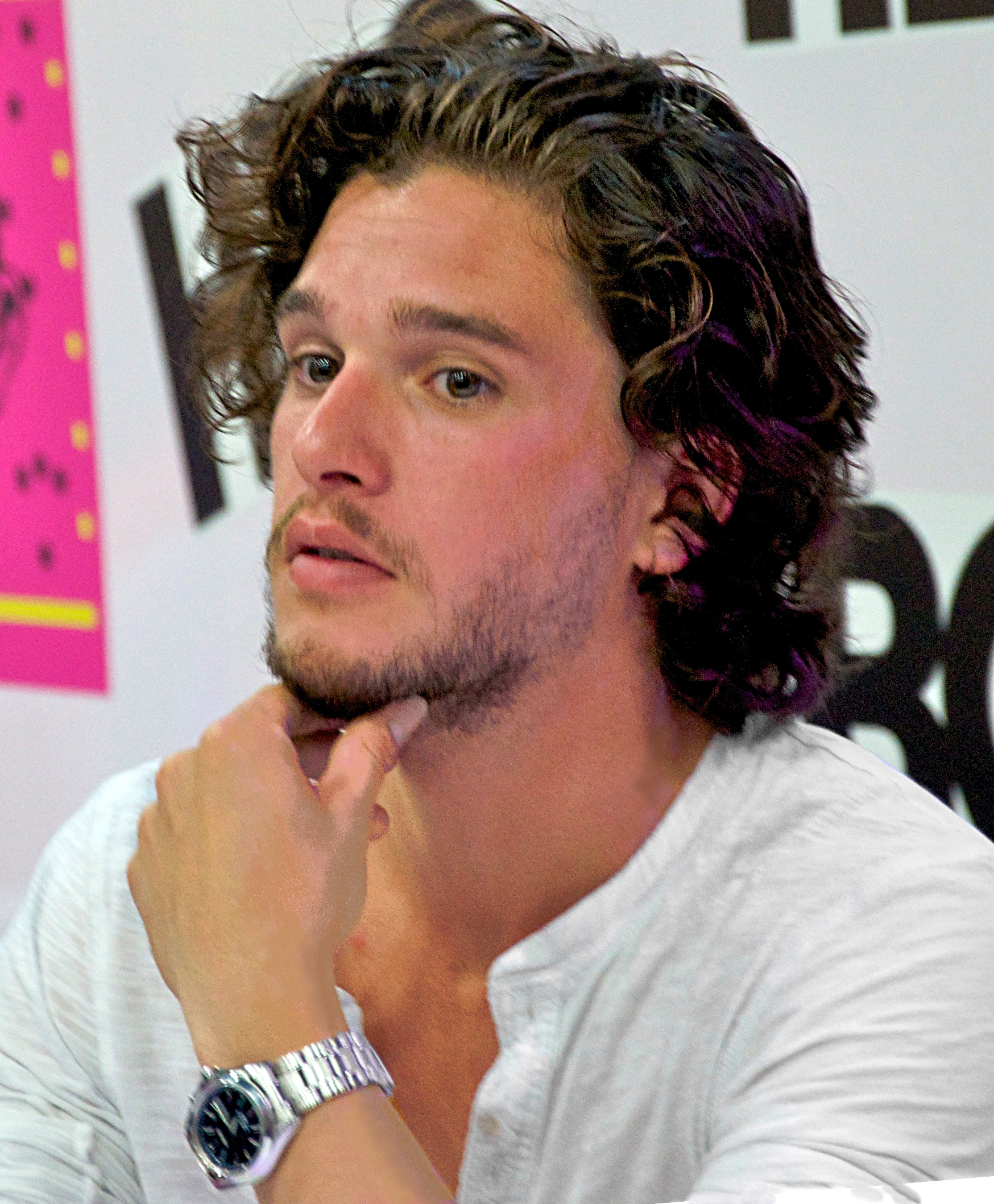
O ator inglês Kit Harington faz o papel do antagonista do jogo, o almirante Salen Kotch.